# Place de la Reine
La place de la Reine (en néerlandais : Koninginneplein) est une place bruxelloise de la commune de Schaerbeek, située entre la chaussée de Haecht, la rue des Palais, la rue Royale et la rue Royale Sainte-Marie.

## Histoire et description
Cette place fait référence à la première reine des Belges, Louise-Marie d'Orléans, née à Palerme le 3 avril 1812 et morte à Ostende le 11 octobre 1850.
Comme l'église royale Sainte-Marie, la place a été classée par la Région de Bruxelles-Capitale le 3 octobre 1983.
Sur la place, un tilleul argenté (Tilia tomentosa) de 293 cm de circonférence est répertorié comme arbre remarquable par la Commission des monuments et des sites. La place a donné son nom à un parc tout proche, le parc Reine-Verte.
La numérotation des habitations va de 8 à 50 dans le sens des aiguilles d'une montre.

## Adresses notables
- Église royale Sainte-Marie
- no 1 : Bibliothèque communale "1001 pages"
- no 42 : À cette adresse, l'écrivain Eugène Garis vécut pendant trois ans. Il y rédigea notamment Les mains mortes (1933).